# Tony Hawk’s Project 8
Tony Hawk’s Project 8 ist der achte Teil der Skateboarding-Videospielserie Tony Hawk’s von Activision. Es wurde von Neversoft entwickelt und kam im Jahr 2006 zunächst für die PlayStation 2, Xbox und Xbox 360 auf den Markt. Später folgten Portierungen für andere Spielkonsolen und Mobile sowie weitere Teile der Serie. Project 8 erhielt gute Kritiken.
Tony Hawk, beeindruckt vom unentdeckten Skate-Talent der Spielerstadt, kündigt die Gründung eines neuen Skater-Teams mit dem Namen „Project 8“ an, in dem acht der besten Skateboarder der Stadt für das Team ausgewählt werden. Der Spielercharakter beginnt auf Platz 200 und durch das Abschließen von Herausforderungen und Zielen wird sich sein Rang allmählich verbessern.

## Skater

### Pro Skater
- Tony Hawk
- Lyn-Z Adams Hawkins
- Bob Burnquist
- Dustin Dollin
- Nyjah Huston
- Bam Margera
- Rodney Mullen
- Paul Rodriguez
- Ryan Sheckler
- Daewon Song
- Mike Vallely
- Stevie Williams

### Geheime Skater
- Christian Hosoi
- Kevin Staab
- Travis Barker
- Zombie
- Jason Lee
- Photographer
- Security Guard
- Bum
- Beaver Mascot
- Real Estate Agent
- Filmer
- Skate Jam Kid
- Dad
- Nerd
- Big Real Estate Agent
- Colonel
- Anchor Man
- Twin
- Grim Ripper

## Level

### PlayStation 3 und Xbox 360
Suburbia, Skate Park, Main Street, The Capitol, City Park, Hill Top, School, Slums, Factory, Fun Park

### PlayStation 2 und Xbox
Training, Suburbs, Downtown, City Center, High School, Car Factory, Crete Park, Fun Park, Downhill

### PlayStation Portable
Story Mode: Training, Suburbs, Downtown, City Center, High School, Car Factory, Crete Park, Fun Park
Classic Mode: Marseille, Minneapolis, The Mall, Chicago, Alcatraz, Hawaii, The Ruins, Phoenix

## Rezeption
Bei Metacritic hält das Spiel eine Bewertung von 76, was als Gut angesehen werden kann. Der Userscore ist mit 6,6 jedoch eher Mittelmaß.